# Kogelbies
De kogelbies (Scirpoides holoschoenus, synoniemen: Scirpus holoschoenus, Holoschoenus romanus) is een overblijvende plant die behoort tot de cypergrassenfamilie (Cyperaceae). De soort staat op de Nederlandse Rode lijst van planten als zeer zeldzaam en stabiel of toegenomen. De plant komt van nature voor in Eurazië. Het aantal chromosomen is 2n = 164.
De plant wordt 10 - 45 cm hoog en heeft een dikke, kruipende wortelstok. De gootvormige, 0,5 tot 2 mm brede bladeren zijn half zo lang tot iets langer dan de gevulde, ronde, geribde, 1 - 4 mm dikke stengel en hebben een lichte middenstreep.
De plant bloeit van mei tot in juli en soms veel langer. De deels gesteelde en deels zittende, kogelronde hoofdjes bestaan uit 5 - 15 zwartbruine, twee- of driebloemige, 2,5 - 4 mm grote, eivormige aren en hebben twee schutbladen. De rood tot roodbruine, aan de rand gewimperde kafjes staan in twee rijen, hebben een groene middenstreep en een vliezige rand. De onderste twee tot vier kafjes van de aar hebben geen bloemen. De borstels zijn zeer kort. De tweeslachtige bloem heeft drie stempels en drie meeldraden.
De vrucht is een 0,6 - 1,5 mm lang, stomp driekantig nootje waar nog een klein stukje van de stijl aanzit en zo een korte spits vormt.
De kogelbies komt voor op natte, kalkrijke grond in duinen, strandvlakten en in moerassen met kalkrijk water.

## Namen in andere talen
- Duits: Kugelbinse
- Engels: Round-headed Club-rush, Roundhead bulrush
- Frans: Scirpe jonc